# 柏帖穆爾
柏帖穆尔（？—1368年），又作柏帖木儿、白帖穆尔，字君寿，一作子寿，元朝官员，蒙古人。
他的家世履历无所考。居官有廉洁的名声。至正年间，官至福建行省左右司郎中。行省治福州。至正二十七年（1367年），吴王朱元璋的骑兵出杉关，取邵武，以水军由海道至福建。十二月二十八日，汤和率水师抵达福州。柏帖穆尔知福州城不可守，带着妻妾坐楼上，对她们说：“丈夫死国，妇人死夫，义也。现在马上城陷，我必死于此，你等能跟从我吗？”她们都哭着说：“有死而已，无他志也。”缢死了六人。
他有十岁的女儿，推断她不能自杀，于是骗她：“你磕头拜佛，请求保我无恙。”刚一下拜，就拿米囊压之死。奶妈抱其幼子，在旁站着哭泣，柏帖穆尔看到后感叹：“父死国，母死夫，妾与女，从父者也，皆当死。汝三岁儿，于义何所从乎？为宗祀计可也。”命奶妈抱者藏在旁近民舍，给她金珠：“即有缓急，可以此赎儿命。”不久，吴兵入城，柏帖穆尔举灯自燃，四围窗火大发，自焚而死。

## 相關民間信仰
福州城中居民感柏帖穆尔忠義殉國，尤其憐憫其十歲幼女，在其故居立廟奉祀之，尊稱為「柏姬小姐」，信仰香火流傳至今，亦訛稱「白雞小姐」，成為福州獨有的民間信仰。